# Cantone di Marches du Sud-Quercy
Il Cantone di Marches du Sud-Quercy è una divisione amministrativa dell'Arrondissement di Cahors.
È stato costituito a seguito della riforma approvata con decreto del 13 febbraio 2014, che ha avuto attuazione dopo le elezioni dipartimentali del 2015.

## Composizione
Comprendeva inizialmente 27 comuni ridottisi poi a 26 dal 1º gennaio 2016 per effetto della fusione dei comuni di Flaugnac e Saint-Paul-de-Loubressac che hanno formato il nuovo comune di Saint-Paul-Flaugnac.:
- Aujols
- Bach
- Beauregard
- Belfort-du-Quercy
- Belmont-Sainte-Foi
- Castelnau-Montratier
- Cézac
- Concots
- Cremps
- Escamps
- Fontanes
- Laburgade
- Lalbenque
- Laramière
- Lhospitalet
- Limogne-en-Quercy
- Lugagnac
- Montdoumerc
- Pern
- Promilhanes
- Saillac
- Saint-Paul-Flaugnac
- Sainte-Alauzie
- Varaire
- Vaylats
- Vidaillac